# ФК «Вікторія» (Жижков) у сезоні 1922
ФК «Вікторія» (Жижков) у сезоні 1922 — сезон чехословацького футбольного клубу «Вікторія» (Жижков). У Середньочеській лізі команда посіла сьоме місце. У Середньочеському кубку клуб вилетів у чвертьфіналі, але також став переможцем попереднього розіграшу, фінал якого був перенесений на 1922 рік.

## Історія
1922 став роком кардинальних кадрових змін. Пішли футболісти, які багато років були лідерами команди. До складу «Славії» перейшли Франтішек Плодр, Еміл Сейферт і Градецький. До «Спарти» приєднались Карел Стейнер, Фердинанд Гайний, Гдрлічка, а також Штепан Матей наприкінці року. На заміну їм прийшли переважно маловідомі або молоді футболісти. Серед знаних новачків можна виділити захисника Франтішека Гоєра зі «Спарти».
Втрата лідерів вплинула на результати команди. «Вікторія» виглядала конкурентною, але часто програвала з мінімальним рахунком. Клуб мав позитивну різницю м'ячів і пропустив мало голів у матчах чемпіонату, але посів лише сьоме місце. У кубку вилетіли в чвертьфіналі. В той же час команда виграла свій перший післявоєнний трофей, здобувши перемогу в фіналі минулорічного розіграшу Середньочеського кубка. Матч кілька разів переносився і відбувся лише у вересні 1922 року. «Вікторія» перемогла «Спарту» з рахунком 3:0.
На міжнародному рівні «Вікторія» провела тривале турне до Польщі, зігравши проти багатьох найсильніших команд країни.

## Чемпіонат Чехословаччини
Середньочеська ліга
|    | турнірна таблиця     | І  | В  | Н | П | МЗ | МП | DR  | О  |
| -- | -------------------- | -- | -- | - | - | -- | -- | --- | -- |
| 1  | Спарта (Прага)       | 13 | 13 | 0 | 0 | 51 | 12 | +39 | 26 |
| 2  | Славія (Прага)       | 13 | 12 | 0 | 1 | 43 | 13 | +30 | 24 |
| 3  | Чехія Карлін (Прага) | 13 | 7  | 2 | 4 | 25 | 26 | -1  | 16 |
| 4  | Уніон (Жижков)       | 13 | 7  | 1 | 5 | 22 | 10 | +12 | 15 |
| 5  | Краловські Виногради | 13 | 5  | 3 | 5 | 20 | 29 | -9  | 13 |
| 6  | Вршовіце (Прага)     | 13 | 6  | 0 | 7 | 23 | 27 | -4  | 12 |
| 7  | Вікторія (Жижков)    | 13 | 5  | 1 | 7 | 23 | 15 | +8  | 11 |
| 8  | Кладно               | 13 | 3  | 5 | 5 | 21 | 22 | -1  | 11 |
| 9  | Нусельский (Прага)   | 13 | 4  | 3 | 6 | 21 | 26 | -5  | 11 |
| 10 | Спарта (Кладно)      | 13 | 3  | 4 | 6 | 15 | 18 | -3  | 10 |
| 11 | Спарта (Коширже)     | 13 | 3  | 4 | 6 | 22 | 41 | -17 | 10 |
| 12 | Крочехлави           | 13 | 3  | 4 | 6 | 16 | 33 | -17 | 10 |
| 13 | Метеор Виногради     | 13 | 4  | 0 | 9 | 19 | 30 | -11 | 8  |
| 14 | Метеор-VIII (Прага)  | 13 | 1  | 3 | 9 | 20 | 36 | -16 | 5  |

### Матчі
| 19.03.1922 | Нусельський СК | 1:0  | Вікторія |  |  |
|            | О.Гоке         | звіт |          |  |  |
|            |                |      |          |  |  |

## Середньочеський кубок
Догравання минулорічного розіграшу.
Фінал
| 03.09.1922 |

| «Вікторія» (Жижков)    | 3 — 0 | «Спарта» (Прага) |
| ---------------------- | ----- | ---------------- |
| Мареш Ф. Гоєр О. Новак |       |                  |

| Прага |

1/4 фіналу
- «Славія» (Прага) — «Вікторія» (Жижков) — 4:1 (3:1 + 1:0)

Матч було призупинено за рахунку 3:1 на 67-й хвилині. Футболісти «Вікторії» були незадоволенні рішенням арбітра Франтішека Цейнара призначити пенальті за рахунку 2:1 на користь «Славії». Після реалізації пенальті суддя вилучив з поля кількох футболістів, які продовжували сперечатися, і зупинив гру. Решту 23 хвилини були зіграні пізніше, під час яких «Славія» забила ще один гол. Після цього команди грали товариську гру 2х30 хв.

## Товариські матчі
| ТМ 26.02.1922                                                                            | Вікторія (Жижков) | 3:2  | Нусельський СК |  |  |
|                                                                                          | Новак Мареш       | звіт |                |  |  |
| Клапка, Мисік ІІ, Ф.Гоєр, Чеський, Штепан, Кьоніг, Новак, Регак, Прогазка, Коубек, Мареш |                   |      |                |  |  |

| ТМ 5.03.1922 | Спарта (Прага)                             | 4:1  | Вікторія (Жижков) |               |  |
| | Янда 44' А.Гоєр 68' (пен.) Шроубек 70' 81' | звіт | 18' Новак         | Глядачі: 6000 |  |
| Спарта: Котера, А.Гоєр, Пернер, Коленатий, Пешек, Беднарек, Червений, Янда, Кокоурек, Шроубек, Тошнер Вікторія: Клапка, Коубек, Ф.Гоєр, Штепан, Гайний, Мисік ІІ, Мареш, Прокоп, Регак, Новак, Єлінек |                                            |      |                   |               |  |

| ТМ 17.04.1922 | ДФК Прага | 3:2  | Вікторія (Жижков) |  |  |
|               |           | звіт |                   |  |  |
|               |           |      |                   |  |  |

| ТМ 7 травня 1922 | «Вісла» (Краків) | 1:3        | Віктория (Жижков)        | Краків                        |  |
| | Шпорна 5'        | (протокол) | 8' Криж 20' ? 56' Єлінек | Стадіон: Вісла Суддя: Ауербах |  |
| Вісла: Вішнєвський, Качор, Цепурський, С.Ковальський, Шлива, Гєрас, Данц, Шпорня, Рейман, В.Ковальський, Марціновський Вікторія: Клапка, Швац, Коубек, Фрідек, Плетиха, Штепан, Єлінек, Ф.Гоєр, Мареш, Криж, Новак |                  |            |                          |                               |  |

| ТМ 8 травня 1922 | «Вісла» (Краків) | 1:3        | Віктория (Жижков)       | Краків                                     |  |
| | Данц 87'         | (протокол) | 6' 12' Ф.Гоєр 49' Мереш | Стадіон: Вісла Суддя: Станіслав Зємянський |  |
| Вісла: Шуберт, Качор, Цепурський, С.Ковальський, Шлива, Гєрас, Данц, Шпорня, Рейман, В.Ковальський, Марціновський Вікторія: Клапка, Швац, Коубек, Невгебає, Плетиха, Штепан, Єлінек, Ф.Гоєр, Мареш, Криж, Новак |                  |            |                         |                                            |  |

- «Маккабі» (Краків) — «Вікторія» (Жижков) — 1:3
- «Чарні» (Львів) — «Вікторія» (Жижков) — 0:3
- «Чарні» (Львів) — «Вікторія» (Жижков) — 0:1
  - Склад в одному з матчів проти «Чарні»: Клапка, Шварц, Коубек, Тінтик, Плетиха, Штепан, Мареш, Гавлік, Кржиж, Новак, Єлінек[1]
- «Погонь» (Львів) — «Вікторія» (Жижков) — 1:4
- ВКС (Варшава) — «Вікторія» (Жижков) — 2:9
- «Корона» (Варшава) — «Вікторія» (Жижков) — 1:4
- «Вікторія» (Жижков) — «Славія» (Прага) — 1:3[2]

| ТМ 27 серпня 1922 | Аматоре                  | 2:1        | Віктория (Жижков) | Відень                                                     |  |
| 17:00 | Сватош 36' К. Конрад 48' | (протокол) | Гоєр 54' Коубек   | Стадіон: Зіммерінг Глядачі: 10 000 Суддя: Альфред Пресслер |  |
| Аматоре: Йоахім, Гальденванг, Гайкенвельдер, Фукс, Е. Конрад, Гаєр, Кек, Сватош, К. Конрад, Морокутті, Гірш Вікторія: Клапка, Коубек, Шварц, Штепан, Плетиха, Мисік, Мареш, Новак, Ванік, Ф.Гоєр, Єлінек |                          |            |                   |                                                            |  |

| ТМ 28 серпня 1922 | Зіммерингер    | 2:3        | Віктория (Жижков)  | Відень                                                   |  |
| 17:00 | Прісманн Томек | (протокол) | Новак Кржиштял 58' | Стадіон: Зіммерінг Глядачі: 2 000 Суддя: Макс Райхсфельд |  |
| Зіммерінгер: Айгнер, Рідль, Прісманн, Лукеш, Рошер, Баумгартнер, Гайгер, Гаусвірт (Томек), Пульпіттль, Думзер, Дворщак Вікторія: Клапка, Гавлік, Мустік, Чеський (Ванік), Плетиха, Штепан, Мареш, Новак, Кржиштял, Ф.Гоєр, Єлінек |                |            |                    |                                                          |  |

## Склад
| «Вікторія» в 1922 році Воротарі: Рудольф Клапка, Главачек Захисники: Франтішек Гоєр, Шварц, Коубек. Півзахисники: Йозеф Плетиха, Штепан Матей, Тинтик. Нападники: Йозеф Єлінек, Їржі Мареш, Гавлік, Отто Новак, Антонін Бребурда, Кржиж, Вацлав Ванік, Ярослав Мисік. |

## Матчі збірних
Збірна Чехословаччини провела чотири офіційних товариських матчі в 1922 році. Гравці «Вікторії» грали в трьох із них.
- 22.02.1922. Італія — Чехословаччина — 1:1 (грали Фердинанд Гайний, Еміл Сейферт і Йозеф Єлінек)[3]
- 11.06.1922. Данія — Чехословаччина — 0:3 (грав Штепан Матей, який вказується джерелом гравцем «Спарти», в яку він перейде тільки осінню)[4]
- 28.06.1922. Югославія — Чехословаччина — 4:3 (грав Йозеф Єлінек)[5]

Також відбувся товариський матч між збірними Праги і Відня. В цій грі також грав Йозеф Єлінек, який відзначився голом.
| 10.12.1922 |

| Прага                                             | 6:4 (3:1) | Відень                          |
| ------------------------------------------------- | --------- | ------------------------------- |
| Слоуп 10', 15' Дворжачек 19', 58', 63' Єлінек 67' | Звіт      | Сватош 33', 48' Фішера 50', 61' |

| Летна, Прага Глядачів: 12 000 Арбітр: Карл Коппегель (Німеччина) |

Прага: Ярослав Ханя («Славія»), Еміл Сейферт («Славія»), Антонін Гоєр («Спарта»), Франтішек Коленатий («Спарта»), Карел Пешек (к) («Спарта»), Ярослав Червений («Спарта»), Йозеф Седлачек («Спарта»), Рудольф Слоуп («Славія»), Ян Дворжачек («Спарта»), Карел Кожелуг (ДФК Прага), Йозеф Єлінек («Вікторія»); тренер: Едуард Краус
Відень: Карл Острічек («Герта»), Йозеф Блум («Вієнна»), Ріхерд Беєр («Вінер Шпортклуб»), Карл Курц («Вінер Аматор»), Йозеф Брандштеттер («Рапід»), Ежен-Ервін Поллак («Хакоах»), Фрідріх Кох («Вінер Аматор»), Александр Нойфельд-Немеш («Хакоах»), Фердінанд Сватош («Вінер Аматор»), Адольф Фішера (к) («Вінер АК»), Йозеф Горейс («Вінер АК»); тренер: Гуго Майсль
| 8.01.1922 |

| Прага                     | 13:1 (3:0) | Північний Захід Чехії |
| ------------------------- | ---------- | --------------------- |
| Ванік Сейферт Новак Ченда | Звіт       | ?                     |

| Летна, Прага |

 Прага: Рошкота («Вршовіце»), Раценбергер («Славія»), Губка (ЧАФК), Штепан («Вікторія»), Гайний («Вікторія»), Сейферт («Славія»), Лутовський («Славія»), Новак («Славія»), Ванік («Славія»), Ченда («Метеор-VIII»), Мюллер (ЧАФК).
| 15.01.1922 |

| Прага                              | 12:2 (5:2) | Кладно    |
| ---------------------------------- | ---------- | --------- |
| Ванік Новак Шроубек Єлінек автогол | Звіт       | Плетиха ? |

| Глядачів: 5000 |